# Idrovalvola

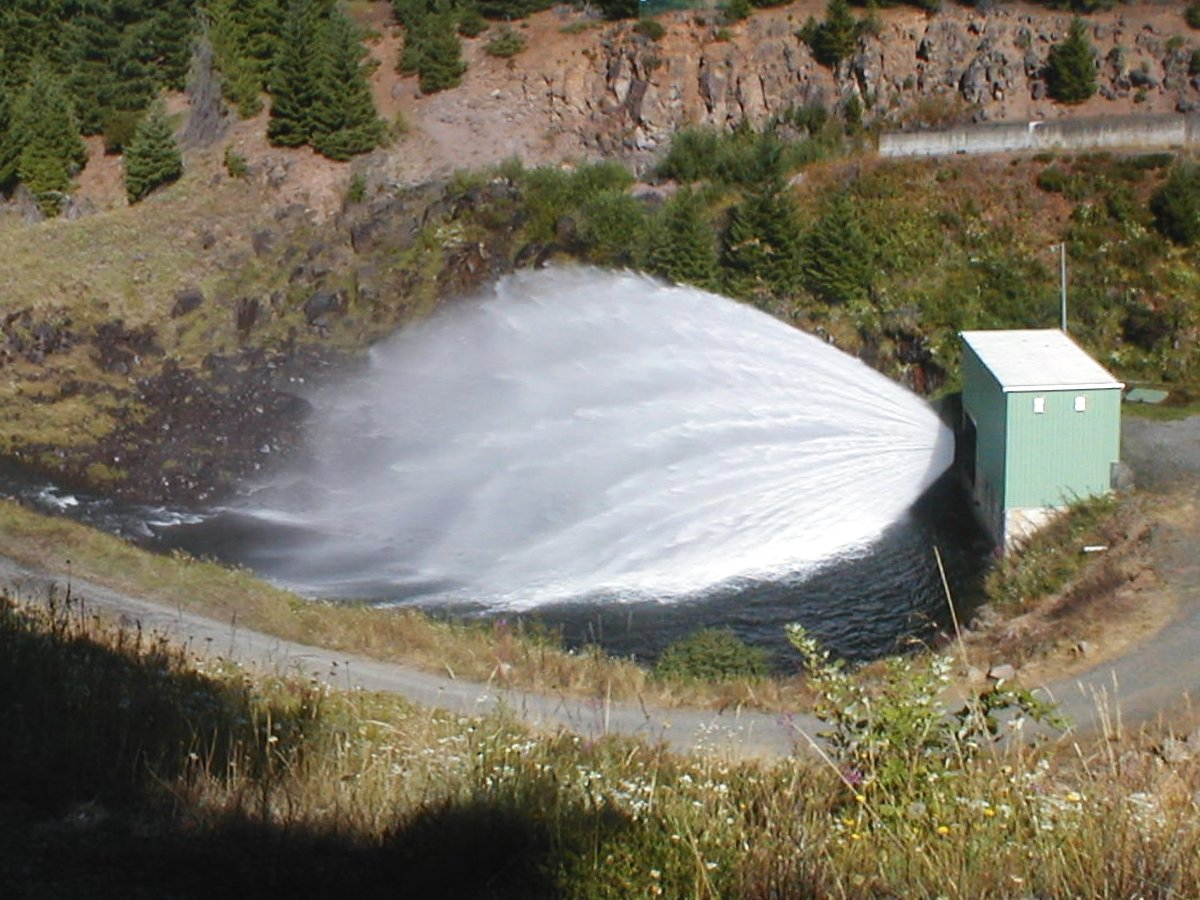
Idrovalvola tipo Howell-Bunger.

L'idrovalvola o valvola idraulica è una Valvola a globo ad attuazione idraulica cioè azionata ad energia idraulica che è fornita direttamente dal fluido presente nella condotta che la valvola è destinata a gestire.

Tale funzione è garantita dalla presenza di un circuito pilota a funzionamento prettamente idraulico che comanda l'organo mobile di intercettazione, che a seconda delle pressioni in gioco comprende o una membrana, in gomma naturale o sintetica - idrovalvola a membrana - (max 25 bar) o un pistone - idrovalvola a pistone - (fino a 40 bar).

Il circuito pilota, costituito da una valvola pilota collegata ad un circuito idraulico montato direttamente sull'idrovalvola, consente la lettura del valore della pressione a monte, a valle e all'interno della valvola ed a seconda di come è stato tarato fa sollevare o abbassare l'otturatore consentendo l'apertura, la chiusura e la modulazione del flusso.

A seconda della funzione che deve svolgere la valvola cambia il circuito di pilotaggio.

## Caratteristiche principali e funzionamento
Le idrovalvole sono costituite da una valvola base e da un circuito di pilotaggio.

La valvola base è formata:
- dal corpo: la cui forma più comune è a Y[1] e nel quale è posizionata la sede di tenuta dell'otturatore. Sul corpo sono realizzati anche gli attacchi (flangiati, filettati, ecc.) per il collegamento alle tubazioni. Sempre sul corpo sono presenti i fori di monte e di valle per consentire il rilievo delle pressioni. Poiché in funzionamento della idrovalvola è unidirezionale, sul corpo inoltre è riportato il verso di montaggio
- dal gruppo attuatore: è costituito essenzialmente dall'otturatore vero e proprio e dal coperchio ;

coperchio: forma con un setto interno, detto separatore inferiore, una regione stagna detta camera valvola o camera di manovra. All'interno della camera si muove il diaframma a membrana o il pistone. Sul coperchio è realizzato un terzo foro attraverso il quale avviene il riempimento o lo svuotamento della camera valvola. La variazione di volume della camera modifica la posizione dell'otturatore ;
Le tre regioni individuate nel gruppo corpo:
- monte valvola;
- valle valvola;
- camera valvola;

tramite i fori predisposti sono connesse al circuito di pilotaggio costituito da tubi in piccolo diametro e da uno o più piloti.

Il circuito di pilotaggio, relativo alla specifica funzione che la valvola deve svolgere, a seconda delle differenze di pressione misurate nelle tre camere consente lo svuotamento o il riempimento della camera valvola provocando così il movimento dell'otturatore.

## Funzioni principali
Con le idrovalvole si può effettuare il controllo, l'intercettazione e la regolazione della portata e della pressione idrica.

L'idrovalvola viene frequentemente utilizzata ad esempio come:
- riduttrice di pressione a valle (Pressure Reducing Valves o PRV): cioè fa sì che la pressione a valle non superi un valore predefinito indipendentemente dalla variazione di pressione e portata di monte. Per fare questo le perdite di carico localizzate dovute alla valvola devono variare in relazione alla pressione di monte; quando la pressione di valle supera il valore prefissato la valvola si apre;
- sostegno della pressione a monte (Pressure Sustaining Valves o PSV): diversamente dalle valvole PRV le valvole PSV hanno la funzione di garantire a monte un valore minimo di pressione prefissato. Per raggiungere questo obiettivo l'unico modo è ridurre le perdite di carico distribuite riducendo la portata in transito, quindi quando la pressione scende al di sotto del valore prefissato la valvola si chiude;
- regolatrice di portata (Flow Control Valves) sia a monte che a valle: mantiene prefissati valori di portata indipendentemente dalle variazioni di pressione sia a monte sia a valle;
- controllo del livello nei serbatoi

Più raramente l'idrovalvola viene utilizzata come valvola di intercettazione automatica on-off.